# Tomás Avilés
Tomás Agustín „Toto” Avilés Mancilla (ur. 3 lutego 2004 w Río Gallegos) – argentyński piłkarz pochodzenia chilijskiego występujący na pozycji środkowego obrońcy, od 2023 roku zawodnik amerykańskiego Interu Miami.
Posiada również obywatelstwo chilijskie za sprawą pochodzącej z tego kraju babci